# 服部愛子
服部 愛子（はっとり あいこ、1982年5月13日 - ）は、中京圏を拠点に活動する日本のラジオパーソナリティ、司会者、ナレーター。ZIP-FMの『ミュージック・ナビゲーター』として活動していた。愛知県名古屋市出身。名古屋市立菊里高等学校、南山大学人文学部心理人間学科卒業。

## 来歴
2005年、ZIP-FMが毎年開催しているDJオーディション『ZIP-FM ミュージック・ナビゲーター・コンテスト』で準グランプリを受賞し、2006年4月にDJデビューを果たす。デビュー当時は南山大学に在籍中の現役の女子大生であった。2007年3月に同大学を卒業。
2010年に結婚し、同年12月29日に女児を出産した。
2012年に「SATURDAY GO AROUND」において、夫の東南アジア方面への赴任に伴い、同番組を卒業することが発表された。
夫の海外赴任期間の終了に伴い、2015年に帰国。 現在は、ラジオDJとしての経験や英語のスキルを活かし、イベントMC (バイリンガル)、ナレーターとして活動の場を広げている。 日本語、英語、インドネシア語（日常会話）を操るトライリンガルでもある。

## 人物
2003年2月から2004年3月までアメリカへ留学し、3ヶ月間『カリフォルニア大学ロサンゼルス校』(UCLA) で英語を、『サンタモニカカレッジ』(SMC) でコンピュータグラフィックスを学んでいたことがある。また、ニューヨークにおいて1ヶ月間ダンス留学した経験も持つ。地元名古屋ではストリートダンサーとしても活動し、ヒップホップダンスチームを結成して活動に取り組んでいた。
ピラティス (STOTT ピラティスインストラクターコース修了) 、日本語教師(日本語教師養成講座終了・インドネシアでの指導経験あり)

## 現在の担当番組

### ラジオ番組
- Pitch HAPPY 市場（2022年1月 - 、Pitch FM）

## 過去の担当番組

### テレビ番組
- スーパーチャンプル（2006年10月 - 2009年3月、中京テレビ、ナレーター） - aico名義でクレジット。
- a-ha-N Music Channel （2010年4月 - 2010年9月、テレビ愛知）

### ラジオ番組
- WEEKEND MAGIC （2006年4月 - 2008年3月、ZIP-FM）
- FRIDAY SHINY WAVE （2007年4月 - 2009年3月、ZIP-FM）
- DANCE HOLIC （2008年4月 - 2008年10月、ZIP-FM）
- CRUISIN' GROOVE （2008年10月 - 2010年3月、ZIP-FM）
- Z-POP COUNTDOWN 30 （2009年4月 - 2010年12月・2011年3月、ZIP-FM）
- Z-POP STREET （2010年4月 - 2011年3月、ZIP-FM）
- SATURDAY GO AROUND （2011年4月 - 2012年3月、ZIP-FM）